# تيمنيت جيبرو
تيمنيت جيبرو (بالأمهرية والتغرينية: ትምኒት ገብሩ؛ 1982/1983) هو عالم كمبيوتر إريتري إثيوبي المولد عملت في مجالات الذكاء الاصطناعي والتحيز الخوارزمي واستخراج البيانات. وهي أحد مؤسسي منظمة أسود في الذكاء الاصطناعي، وهي مجموعة مناصرة دفعت لمزيد من الأشخاص السود في تطوير الذكاء الاصطناعي والبحث فيه. وهي مؤسس معهد أبحاث الذكاء الاصطناعي الموزع (DAIR).